# Woningmarktregio

Woningmarktregio's Nederland (2024).
Amersfoort/Noord-Veluwe/Zeewolde
Arnhem/Nijmegen
Drechtsteden/Hoeksche Waard
Food Valley
Fryslân
Groningen/Drenthe
Haaglanden/Midden-Holland/Rotterdam
Holland Rijnland
Limburg
Metropoolregio Amsterdam
Metropoolregio Eindhoven
Noord-Holland Noord
Noordoost Brabant
Oost Nederland
U16
West-Brabant en Hart van Brabant
Woongaard
Zeeland
Zwolle/Stedendriehoek

Een woningmarktregio is een bestuurlijke en beleidsmatige indeling in Nederland die wordt gebruikt voor regionale samenwerking op het gebied van volkshuisvesting. Deze regio's zijn bedoeld om gemeenten in staat te stellen gezamenlijk afspraken te maken over woningbouw, toewijzing van sociale huurwoningen en andere woonvraagstukken die de grenzen van individuele gemeenten overstijgen. Het is daarmee een vorm van intergemeentelijke samenwerking op gebied van de woningmarkt. 
Elke woningcorporatie heeft slechts "één woningmarktregio als kernwerkgebied" (of "kerngebied"), waarbinnen zij nieuwbouw mag realiseren of bestaande woningen aankopen. Buiten die woningmarktregio mag zij in principe geen nieuwe woningen bouwen of aankopen, tenzij ze in een aangrenzende gemeente daarvoor om goede redenen een ontheffing kan krijgen van de Autoriteit woningcorporaties (Aw). Dit is bepaald om zo de regionale binding van de corporatie en overleg met gemeenten en huurders in de regio te bevorderen.

## Achtergrond
Het concept van woningmarktregio’s is ontstaan in de context van de Herzieningswet toegelaten instellingen volkshuisvesting (2015), waarin is vastgelegd dat woningcorporaties in beginsel werkzaam moeten zijn binnen een woningmarktregio. Gemeenten kregen hierbij de opdracht om in overleg te komen tot een indeling in woningmarktregio’s. Elke regio diende te bestaan uit meerdere gemeenten die doorgaans sterke functionele, economische en sociale relaties met elkaar hebben. Nederland is vervolgens ingedeeld in verschillende woningmarktregio's die grofweg overeenkomen met bestaande regionale samenwerkingsverbanden. Deze indeling is in 2016 bij landelijke wet vastgelegd.
Sinds 2022 is er een landelijk overzicht van woningmarktregio's beschikbaar, dat in 2024 opnieuw is vastgesteld. De indeling is sindsdien leidend voor onder meer het werkgebied van woningcorporaties en de regionale woonvisies.

## Doel en functie
De woningmarktregio's zijn bedoeld om:
- Gemeenten beter te laten samenwerken op het gebied van woningbouw en woonbeleid.
- Woningcorporaties een duidelijk en afgebakend werkgebied te geven.
- De woningtoewijzing in de sociale huursector regionaal te coördineren.
- Ruimtelijke ordening, bereikbaarheid en economische ontwikkeling regionaal af te stemmen.

## Betrokken wet- en regelgeving
- Huisvestingswet 2014 (artikelen 1.2; 3; 6.2; 14). Artikel 1.2 definieert een 'woningmarktregio' als een "gebied dat vanuit het oogpunt van het functioneren van de woningmarkt als een geheel kan worden beschouwd".[4]
- Besluit toegelaten instellingen volkshuisvesting 2015 (artikelen 34 t/m 37a betreffen woningmarktregio's)
  - Herzieningswet toegelaten instellingen volkshuisvesting (2017–2021)
  - Besluit aanwijzing klachtenreglement toegelaten instellingen volkshuisvesting (2023; artikel 3.5)
  - Regeling tegemoetkoming herplaatsing flexwoningen 2024–2029 (2023–2029; artikel 16.c)
- Wet goed verhuurderschap (2023; artikel 5.3)
- Woningwet (2022; artikel 41.b.2 gebruikt de definitie van 'woningmarktregio' zoals vastgelegd in Huisvestingswet 2014 artikel 1.2)